# Dominique Dropsy
Dominique Dropsy (født 9. december 1951 i Leuze, Frankrig - 7. oktober 2015) var en fransk fodboldspiller, der spillede som målmand. Han var på klubplan tilknyttet Valenciennes FC, RC Strasbourg og Bordeaux. Med både Strasbourg og Bordeaux blev han fransk mester, og med Bordeaux vandt han også pokalturneringen Coupe de France.
Dropsy blev desuden noteret for 17 kampe for Frankrigs landshold. Han deltog ved VM i 1978 i Argentina.

## Titler
Ligue 1
- 1979 med RC Strasbourg
- 1985 og 1987 med Girondins Bordeaux

Coupe de France
- 1986 og 1987 med Girondins Bordeaux